# Chiến tranh cơ giới

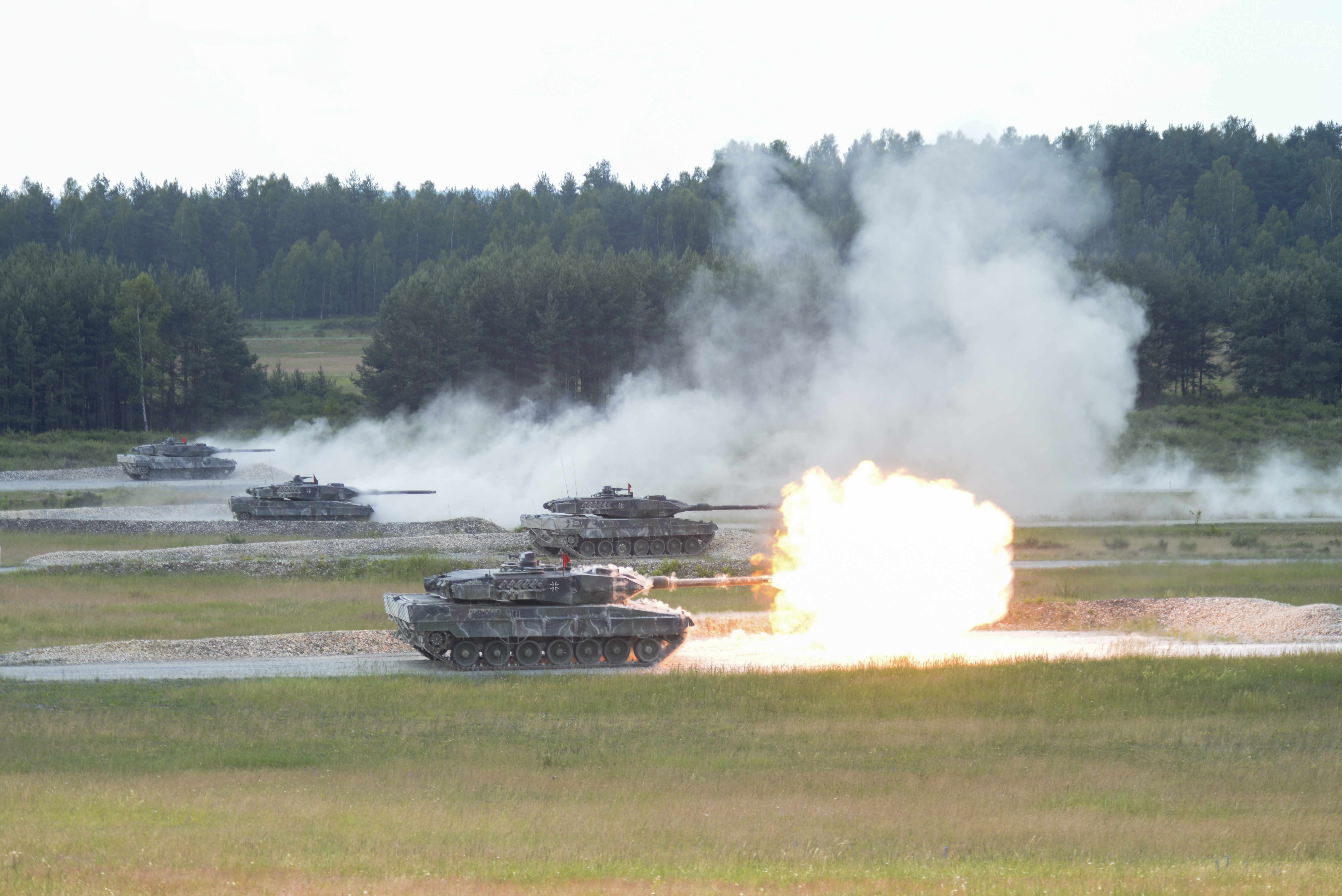
Một cuộc tấn công của Leopard 2A6 trong Strong Europe Tank Challenge năm 2018.

Chiến tranh cơ giới hay chiến tranh xe tăng, chiến tranh bọc thép là việc sử dụng các phương tiện chiến đấu bọc thép trong chiến tranh hiện đại. Đây là một trong những cấu thành chính của các phương pháp chiến tranh hiện đại. Cơ sở của chiến tranh cơ giới dựa trên khả năng của quân đội thâm nhập vào các tuyến phòng thủ thông thường của quân đối phương, thông qua việc sử dụng các đơn vị bọc thép cơ động.
Phần lớn khả năng của chiến tranh bọc thép phụ thuộc vào trang bị và sử dụng xe tăng, xe chiến đấu bộ binh, pháo tự hành, các loại phương tiện chiến đấu bọc thép khác,.v.v. cùng các đơn vị hỗ trợ, cũng như hợp đồng tác chiến với các quân binh chủng khác. Các học thuyết chiến tranh bọc thép đã được phát triển để phá vỡ "tính chất tĩnh" của chiến tranh chiến hào trên Mặt trận phía Tây trong Thế chiến I, và giúp nhìn nhận trở lại bài học có từ thế kỷ 19 về ý nghĩa của chiến tranh cơ động và "kết quả trận chiến quyết định" trong chiến lược quân sự.